# 激辛道
《激辛道》是日本東京電視網於2021年1月7日至3月25日於Drama Holic!時段播出的美食劇，由桐山照史（Johnny's WEST）主演。Netflix於9月2日上線。全劇超過一半的時間聚焦在「辛辣」的食物和吃辣的感受。
第二季《激辛道2》於2023年4月7日（6日深夜）至6月23日（22日深夜）於同電視台「週四電視劇24」時段（週五 00:30 - 01:00、週四深夜）播出。
以下將以S1代表《激辛道》、S2代表《激辛道2》。

## 登場人物

### 激辛道
- 猿川健太：桐山照史（Johnny's WEST）[1]

本作的主角。中堅飲料公司「LONRON」的業務員，後來由大阪總公司調任到東京分部工作。
- 大河内友麻：泉里香[1]

「LONRON」東京分部的業務員，猿川的同期。
- 篠宮亮介：中村嶺亞（小傑尼斯 / 7 MEN 侍）

「LONRON」東京分部的業務員。
- 山崎裕也：森田甘路

「LONRON」東京分部的業務員。
- 秋山雅人：前川泰之

「LONRON」東京分部的業務員。
- 谷岡和彥：平田滿

「LONRON」東京分部的室長，也是激辛道的創始人。

### 激辛道2
- 猿川健太：桐山照史（Johnny's WEST）
- 小野寺美優：土村芳

從大阪總公司掉調任到東京分部、猿川的同期兼對手。
- 鴨下晃：福本大晴（關西小傑尼斯 / Ae! group[[[Wikipedia:格式手册/链接#章節|錨點失效]]]）

「LONRON」社長的兒子。
- 山崎裕也：森田甘路
- 秋山雅人：前川泰之
- 谷岡和彥：平田滿
- 鴨下逸郎：高田純次

「LONRON」的社長。

## 製作人員
- 導演
  - S1：柴田啓佑、保羅·楊、西川達郎
  - S2：柴田啓佑、松本拓、角田恭彌
- 編劇
  - S1：吉本昌弘、神田優、政地洋佑、本田隆朗
  - S2：吉本昌弘、神田優、政池洋佑、守口悠介
- 配樂：諸橋邦行
- 主題曲
  - S1：Johnny's WEST〈週刊順利曜日〉（傑尼斯娛樂）
  - S2：Johnny's WEST〈しあわせの花〉（傑尼斯娛樂）
- 總製作人：山鹿達也（東京電視台）
- 製作人
  - S1：松本拓（東京電視台）、尾花典子（J Storm）、澀谷未來（The icon）、古林都子（The icon）
  - S2：松本拓（東京電視台）、澤田賢一
- 製作
  - S1：東京電視台、J Storm、The icon
  - S2：東京電視台、KARTZ Media Works

## 播出日程

### 激辛道
| 集數   | 播出日期 | 標題 | 劇本     | 導演     |
| ------ | -------- | ---- | -------- | -------- |
| 第1話  | 1月7日   |      | 吉本昌弘 | 柴田啓佑 |
| 第2話  | 1月14日  |      | 吉本昌弘 | 柴田啓佑 |
| 第3話  | 1月21日  |      | 神田優   | 柴田啓佑 |
| 第4話  | 1月28日  |      | 神田優   | 西川達郎 |
| 第5話  | 2月4日   |      | 本田隆朗 | 保羅·楊  |
| 第6話  | 2月11日  |      | 政地洋佑 | 柴田啓佑 |
| 第7話  | 2月18日  |      | 吉本昌弘 | 柴田啓佑 |
| 第8話  | 2月25日  |      | 政地洋佑 | 保羅·楊  |
| 第9話  | 3月4日   |      | 神田優   | 保羅·楊  |
| 第10話 | 3月11日  |      | 政地洋佑 | 西川達郎 |
| 第11話 | 3月18日  |      | 吉本昌弘 | 柴田啓佑 |
| 最終話 | 3月25日  |      | 吉本昌弘 | 柴田啓佑 |

### 激辛道2
| 集數   | 播出日期 | 標題 | 劇本     | 導演     |
| ------ | -------- | ---- | -------- | -------- |
| 第1話  | 4月07日  |      | 吉本昌弘 | 柴田啓佑 |
| 第2話  | 4月14日  |      | 神田優   | 松本拓   |
| 第3話  | 4月21日  |      | 政池洋佑 | 柴田啓佑 |
| 第4話  | 4月28日  |      | 守口悠介 | 角田恭彌 |
| 第5話  | 5月05日  |      | 吉本昌弘 | 松本拓   |
| 第6話  | 5月12日  |      | 政池洋佑 | 柴田啓佑 |
| 第7話  | 5月19日  |      | 守口悠介 | 松本拓   |
| 第8話  | 5月26日  |      | 神田優   | 角田恭彌 |
| 第9話  | 6月02日  |      | 政池洋佑 | 松本拓   |
| 第10話 | 6月09日  |      | 神田優   | 角田恭彌 |
| 第11話 | 6月16日  |      | 神田優   | 角田恭彌 |
| 最終話 | 6月23日  |      | 吉本昌弘 | 柴田啓佑 |

## 外部連結
- 激辛道官方網站（日語）
- 激辛道2官方網站（日語）
- 激辛道的X（前Twitter）（日語）
- 在Netflix上觀看《激辛道》

| 日本 東京電視網 Drama Holic!               | 日本 東京電視網 Drama Holic!       | 日本 東京電視網 Drama Holic!                                     |
| ------------------------------------------ | ---------------------------------- | ---------------------------------------------------------------- |
|                                            | 激辛道 （2021年1月7日－3月25日）   |                                                                  |
| 型男高中 （2020年10月8日－12月24日）       | 跳水男孩 （2021年4月15日－7月1日） |                                                                  |
| 日本 東京電視網 週四電視劇24               |                                    |                                                                  |
| 絕美食之路出差篇 （2023年3月3日－3月10日） | 激辛道2 （2023年4月7日－6月23日）  | 量產型璃子～另一位女子的塑膠模型人生組裝記～ （2023年6月30日－） |